# Giles Foden
Giles Foden (* 1967 in Warwickshire) ist ein englischer Schriftsteller.

## Leben
Als Giles Foden fünf Jahre alt war, zog seine Familie nach Afrika, wo sie die folgenden 20 Jahre in verschiedenen Ländern lebte, etwa in Malawi und Uganda. Mehrere seiner Romane schöpfen Themen und Motive aus dieser afrikanischen Zeit. Er studierte am Fitzwilliam und am St. Johns College in Cambridge.
Foden arbeitete als Journalist für das Magazin Media Week und das Times Literary Supplement und war von 1995 bis 2006 Literaturredakteur bei The Guardian. Er unterrichtet Creative Writing an den Universitäten London und East Anglia (Norwich) und schreibt regelmäßig für The Guardian und mehrere Zeitschriften. 
Bereits sein erster Roman Der letzte König von Schottland wurde ein Bestseller und mit mehreren Preisen ausgezeichnet. Weltweit bekannt wurde das Buch in einer deutlich veränderten Form durch die Oscar-prämierte Verfilmung mit Forest Whitaker in der Rolle des ugandischen Diktators Idi Amin.

## Auszeichnungen
- 1998 Whitbread Award „Erster Roman“ für The Last King of Scotland
- 1999 Betty Trask Award für The Last King of Scotland
- 1999 Somerset Maugham Award für The Last King of Scotland
- 1999 Winifred Holtby Memorial Prize für The Last King of Scotland

## Werke
- 1998 The Last King of Scotland (Roman)
  - Der letzte König von Schottland, dt. von Ulrich Blumenbach; Berlin: Aufbau 2001. ISBN 3-351-02916-0
- 1999 Ladysmith (Roman)
  - Die letzte Stadt von Afrika, dt. von Ulrich Blumenbach; Berlin: Aufbau 2006. ISBN 3-351-03076-2
- 2002 Zanzibar (Roman)
  - Sansibar, dt. von Ulrich Blumenbach; Berlin: Aufbau 2003. ISBN 3-351-02986-1
- 2004 Mimi and Toutou Go Forth: The Bizarre Battle for Lake Tanganyika (Roman)
  - Die wahre Geschichte der African Queen, dt. von Karin Dufner; Frankfurt am Main: Fischer 2006. ISBN 3-596-16837-6
- 2009 Turbulence (Roman)
  - Die Geometrie der Wolken, dt. von Hannes Meyer; Berlin: Aufbau 2010. ISBN 978-3-351-03292-0

## Quelle
1. ↑  The Last King of Scotland